# 威氏副元寶鯿
威氏副元寶鯿（學名：Parachela williaminae），為輻鰭魚綱鯉形目鲴科副元寶鯿属的其中一種。分布於亞洲寮國、泰國北部及柬埔寨淡水流域，體長可達12公分，主要棲息在水質清澈、流動快速的溪流底中層水域，生活習性不明，可做為食用魚。

## 扩展阅读
維基物種上的相關：威氏副元寶鯿